# Ojo de Buey (sello)
El Ojo de Buey (en portugués Olho-de-boi) fue un sello postal emitido en el Imperio del Brasil el 1 de agosto de 1843, siendo la tercera emisión de sellos postales en el mundo después del Penny Black de Gran Bretaña y los sellos locales del Cantón de Zúrich en Suiza. Tras conocerse en Brasil los sellos británicos, el gobierno brasileño determinó emitir algo similar pero con un diseño parecido a un billete de banco de la época, mostrando solo el costo del sello y no la efigie del emperador Pedro II, pues los funcionarios brasileros consideraban "ofensivo" manchar el rostro del monarca con un matasellos. 
Estas estampillas brasileñas, al igual que sus antecesoras británicas, no mostraban el nombre del país emisor. Los funcionarios brasileños utilizaron para la emisión una imprenta decomisada en Río de Janeiro en 1841, y usaron como modelo a los billetes de banco impresos por la firma británica Perkins, Bacon & Company de Londres para el Banco Imperial do Brasil, creando tres sellos de 30, 60, y 90 réis, siendo el mayor de éstos reservado para las cartas al exterior. En total se imprimieron en Río de Janeiro 1,148,994 ejemplares de 30 réis, 1,502,142 de 60 réis, y 349,182 de 90 réis, siendo remitidos a diversas ciudades brasileñas aunque el mayor embarque se destinó al puerto de Salvador en Bahía. 
Los sellos fueron apodados "Ojo de Buey" debido al efecto visual de su fondo blanco, la perfecta circunferencia del grabado en tinta negra, y encima de este las gruesas cifras del valor facial en color blanco. Posteriormente se emitieron variantes del "Ojo de Buey" con cifras adelgazadas, o en fondo de color distinto al blanco. La primera emisión circuló hasta 1846 cuando fue reemplazada por una nueva emisión con cifras algo más delgadas, siendo el 30 de marzo de ese año incinerado el sobrante de los "Ojos de Buey" no utilizados, lo cual ha contribuido a tornar el "Ojo de Buey" en una auténtica rareza de la filatelia.